# Osman Can Özdeveci
Osman Can Özdeveci (né le 23 août 1995) est un athlète turc, spécialiste du lancer du poids.
Lors des Championnats du monde juniors 2014, il termine 5e.
Il remporte la Coupe d'Europe hivernale des lancers 2017, catégorie espoirs, après l'avoir déjà remportée en 2016, avec un lancer à 19,61 m.
Il remporte les Jeux de la solidarité islamique 2017 à Bakou. Son record personnel est de 20,26 m à Mersin, le 20 mai 2018.